# HMS Mahratta (G23)
«Махратта» (англ. HMS Mahratta (G23) — військовий корабель, ескадрений міноносець типу «M» Королівського військово-морського флоту Великої Британії за часів Другої світової війни.
Ескадрений міноносець «Махратта» був закладений 18 серпня 1941 року на верфі компанії Scotts Shipbuilding and Engineering Company у Грінок. 28 липня 1942 року він був спущений на воду, а 8 квітня 1943 року увійшов до складу Королівських ВМС Великої Британії. Корабель нетривалий час брав активну участь у бойових діях на морі за часів Другої світової війни, бився у Північній Атлантиці, супроводжував арктичні конвої.
25 лютого 1944 року під час супроводу конвою JW 57 «Махратта» потоплений німецьким підводним човном U-990.
За проявлену мужність та стійкість у боях бойовий корабель відзначений бойовою відзнакою.

## Служба

### 1943
«Махратта» ще на стадії випробувань залучали до виконання завдань. 8 квітня після введення до строю корабель включили до складу 3-ї флотилії есмінців з дислокацією у Скапа-Флоу. У травні 1943 року він супроводжував велике круїзне, а зараз транспортне судно «Квін Мері» з прем'єр-міністром Великої Британії В.Черчиллем на борту через Атлантику.
Протягом червня-липня 1943 року виконував завдання у північній частині Атлантичного океану. На початку липня взяв участь у військових навчаннях за планом операції «Камера», яка мала за мету вивчення порядку дій флоту стосовно недопущення прориву німецького лінкору «Тірпіц» з Кофіорду до Північної Атлантики. У навчаннях брали участь авіаносець «Ф'юріос», лінкори «Герцог Йоркський», «Саут Дакота», крейсер «Глазго», есмінці «Махратта», «Мілн», «Маскітер», «Метеор», «Еллісон», «Еммонс», «Фітч», «Макомб», «Родман».
26 липня «Махратта» діяв за планом демонстраційної операції «Говернор», метою якої визначалось зімітувати проведення конвою до південної Норвегії та в такій спосіб виманити німецький «Тірпіц» із захищеного норвезького фіорда. Операція розпочалась виходом з ісландського Хваль-фіорду групи кораблів «A», що виконували роль приваби: авіаносця «Іластріас», лінкорів «Енсон» та «Алабама», есмінців «Махратта», «Мілн», «Маскітер», «Метеор», «Еммонс», «Фітч», «Макомб», «Родман».
На початку жовтня 1943 року корабель переведений до ескортної групи, що охороняла конвої в зоні Біскайської затоки. 8 жовтня есмінець врятував 4 постраждалих льотчиків важкого бомбардувальника «Галіфакс» Королівських повітряних сил, що був збитий німецькою зенітною гарматою підводного човна U-221. Британські пілоти потопили глибинними бомбами німецьку субмарину капітан-лейтенанта Ганса-Гартвіга Троера (нім. Hans-Hartwig Trojer) ще 27 вересня, й два тижні перебували в морі у рятувальному човні, доки їх не підібрали британські моряки.
10 жовтня «Махратта» супроводжував лінійний корабель «Веліант» який здійснював перехід з Гібралтару до Плімута після проведення операції «Аваланч».
1 листопада 1943 року есмінець входив до складу сил ескорту, що супроводжували конвой RA 54A, який повертався з Радянського Союзу.

### 1944
26 січня 1944 року «Махратта» з есмінцями «Опорт'юн», «Мілн», «Скодж» і «Гурон» вийшов з ескортною групою конвою JW 56B, що прямував до Кольської затоки. Транспортний конвой піддався атаці німецьких субмарин..
У ході зіткнень «Гарді» дістав важких пошкоджень і був затоплений. 30 січня есмінці «Метеор» і «Вайтхол» південно-східніше острову Ведмежий затопили німецький підводний човен U-314.
3 лютого 1944 року «Махратта» повернувся до Британських островів з конвоєм RA 56, на який противник не впливав протягом переходу.
11 лютого 1944 року есмінець «Махратта» увійшов до складу сил супроводу арктичного конвою JW 57, на чолі з ескортним авіаносцем «Чейсер», який вийшов з бази в Лох-Ів.
24 лютого у ході руху конвою суден німці вжили спроби атакувати підводними човнами транспорти та кораблі ескорту, однак контратакою есмінця «Кеппель» та торпедоносців «Сордфіш» з борту ескортного авіаносця «Чейсер» німецький U-713 був потоплений. Наступного дня есмінець «Махратта» був уражений торпедою T5 німецького підводного човна U-990 і швидко затонув. У свою чергу літаючий човен «Каталіна» з бази у Саллом-Во виявив та потопив глибинними бомбами німецьку субмарину U-601.